# Annette Vilhelmsen
Annette Vilhelmsen (ur. 24 października 1959 w Svendborgu) – duńska polityk i nauczycielka, parlamentarzystka, w latach 2012–2014 minister oraz przewodnicząca Socjalistycznej Partii Ludowej.

## Życiorys
Absolwentka pedagogiki, w latach 1983–2001 pracowała jako nauczycielka. Następnie do 2011 była m.in. konsultantką ds. edukacji i dyrektorem centrum badawczego. Od 2001 do 2011 zasiadała w radzie miejskiej w Kerteminde. Zaangażowała się w działalność polityczną w ramach Socjalistycznej Partii Ludowej. Kandydowała z jej ramienia do parlamentu, dwukrotnie (w 2008 i w 2009) po kilka tygodni sprawowała mandat jako czasowy zastępca poselski. W wyborach w 2011 została wybrana na deputowaną do Folketingetu na pełną kadencję. W 2012 została przewodniczącą Socjalistycznej Partii Ludowej.
Od października 2012 do sierpnia 2013 sprawowała urząd ministra ds. przedsiębiorczości i rozwoju w gabinecie Helle Thorning-Schmidt. Następnie objęła stanowisko ministra spraw społecznych i integracji, odchodząc z rządu w lutym 2014, gdy kierowane przez nią ugrupowanie opuściło koalicję. W tym samym miesiącu na funkcji przewodniczącej SF zastąpiła ją Pia Olsen Dyhr.